# Bayerotrochus indicus
Bayerotrochus indicus is een slakkensoort uit de familie van de Pleurotomariidae. De wetenschappelijke naam van de soort is voor het eerst geldig gepubliceerd in 1999 door Anseeuw.